# No Holds Barred
No Holds Barred è il primo album dal vivo del gruppo musicale statunitense Biohazard, pubblicato nel 1997.

## Tracce
1. Shades of Grey – 3:54
2. What Makes Us Tick – 2:00
3. Authority – 2:16
4. Urban Discipline – 5:03
5. Modern Democracy – 2:35
6. Love Denied – 1:52
7. Business – 2:34
8. Tales from the Hardside – 3:58
9. Better Days – 2:17
10. Victory – 2:18
11. Survival of the Fittest – 0:47
12. Blue Blood – 0:29
13. Black and White and Red All Over – 0:42
14. Victory (Reprise) – 0:29
15. How It Is – 3:26
16. After Forever (cover dei Black Sabbath) – 1:53
17. Tears of Blood – 4:41
18. German Lesson #7 – 0:41
19. Chamber Spins Three – 3:41
20. Wrong Side of the Tracks – 3:35
21. Waiting to Die – 3:14
22. These Eyes – 2:45
23. Punishment – 4:57
24. Hold My Own – 3:19

## Formazione
- Evan Seinfeld - voce, basso
- Billy Graziadei - voce, chitarra
- Rob Echeverria - chitarra
- Danny Schuler - batteria